# Olios princeps
Olios princeps är en spindelart som beskrevs av Henry Roughton Hogg 1914. Olios princeps ingår i släktet Olios och familjen jättekrabbspindlar. Inga underarter finns listade i Catalogue of Life.